# Xanthorhoe subidaria
Xanthorhoe subidaria là một loài bướm đêm trong họ Geometridae.